# Droujok
Pour plus de détails, voir Fiche technique et Distribution.
Droujok (Дружок) est un film soviétique réalisé par Viktor Eisymont, sorti en 1958,.

## Synopsis
Le film raconte les aventures amusantes de deux amis inséparables - Misha et Kolya, qui un jour d'été ont été laissés dans leur datcha sans adultes. Avec eux, il n'y avait qu'une petite fille Mike et un ami d'amis - un chien hirsute, loyal et patient nommé Druzhok. Il a joué un rôle important dans les grandes aventures d'amis inséparables...

## Fiche technique
- Photographie : Inna Zarafian, Boris Monastyrskiï
- Musique : Lev Chvarts
- Décors : Konstantin Urbetis